# گابریل گوئیتی
گابریل گوئیتی (اسپانیایی: Gabriel Goity‎؛ زادهٔ ۲۳ اکتبر ۱۹۶۰) بازیگر اهل آرژانتین است. او در آغاز کارش بیشتر نقشِ شخصیت‌های افسرده را در فیلم‌ها بازی می‌کرد.
از فیلم‌ها یا مجموعه‌های تلویزیونی که وی در آن‌ها نقش داشته است، می‌توان به مجردمانده‌ها، زنان قاتل و قهرمان اشاره نمود.